# تاكايوكي ياماغوتشي (مانغاكا)
تاكايوكي ياماغوتشي (باليابانية: 山口貴由؛ بالكانا: やまぐち たかゆき) هو مانغاكا ياباني، ولد في 1 نوفمبر 1966 في طوكيو في اليابان.

## روابط خارجية
- تاكايوكي ياماغوتشي على موقع ANN person (الإنجليزية)